# 发现号 (三桅船)
发现号（英语：RRS Discovery） 是英国最后一艘传统木制三桅船。“发现号”专为南极科考建造，并于1901年正式下水。1901年-1904年，英国探险家罗伯特·斯科特和欧内斯特·沙克尔顿等科考人员乘坐该船完成了「發現號遠征」。1986年，“发现号”从伦敦返回邓迪港口。此后，它永久性地停泊在邓迪，并被改造成了一个旅游景点，成为了该市的重要地标之一。

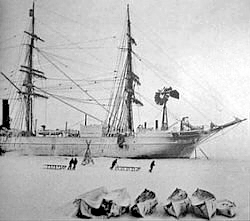
RRS发现号

## 名称与设计
“RRS”是“英国皇家研究船”（英文：Royal Research Ship）的英文缩写。

## 后续
在该船之后，有三艘皇家研究船名为“发现号”（RMS Discovery），它们分别建成于1929年、1962年和2013年。
亞瑟·查理斯·克拉克的小说《2001太空漫游》中虚构的太空船“发现者一号”就是以“发现号”为原型命名的。当时，“发现号”就停泊在他在伦敦的办公室附近。